# Sistema auditivo
El sistema auditivo es el conjunto de órganos que hacen posible el sentido del oído en un ser vivo. La función de nuestro sistema auditivo es, esencialmente, transformar las variaciones de presión originadas por la propagación de las ondas sonoras en el aire en impulsos eléctricos (variaciones de potencial), información que los nervios acústicos transmiten a nuestro cerebro para la asignación de significados.
La audición es el sentido que le permite a los órganos captar el sonido del ambiente. El sonido es el conjunto de ondas mecánicas de diversas amplitudes y frecuencias que se propagan por el aire. Los animales han desarrollado estructuras que permiten captar diferentes ondas sonoras. Por ejemplo, los mamíferos poseen oídos en la cabeza con tres compartimientos que transmiten las vibraciones sucesivamente hasta llegar a las células pilosas, que son sensibles a las vibraciones en una cierta frecuencia. 
Podemos dividir el sistema auditivo en: 
- Sistema auditivo periférico
- Sistema auditivo central
- Oído externo

## Proceso de la audición
El proceso de la audición implica que se conjuguen dos tipos de  procesos:
- fisiológicos: Se capta todo sonido y lo transforman en impulsos eléctricos susceptibles de ser enviados al cerebro a través de los nervios auditivos. Los órganos que participan en esta parte del proceso conforman el sistema auditivo periférico.

- psicológicos: Interpretan estos sonidos, los reconocen y los dotan de significado. Los órganos que permiten esta percepción del sonido conforman el llamado sistema auditivo central.

## Descripción del sistema
El oído externo canaliza las vibraciones del sonido hacia el tímpano, aumentando la presión sonora en la gama de frecuencias medias. El oído medio amplifica la presión de las vibraciones unas 20 veces. La base del estribo acopla las vibraciones en la cóclea a través de la ventana oval, que hace vibrar el líquido perilinfa (presente en todo el oído interno) y hace que la ventana redonda se abombe hacia fuera mientras la ventana oval se abomba hacia dentro.
El conducto vestibular y el conducto timpánico están llenos de perilinfa, y el conducto coclear más pequeño entre ambos está lleno de endolinfa, un fluido con una concentración de iones y un voltaje muy diferentes. Las vibraciones perilinfáticas del conducto vestibular doblan las células externas del órgano de Corti (4 líneas) provocando la liberación de prestina en las puntas de las células. Esto hace que las células se alarguen y encojan químicamente (motor somático), y que los haces ciliados se desplacen, lo que, a su vez, afecta eléctricamente al movimiento de la membrana basilar (motor del haz ciliado). Estos motores (células ciliadas externas) amplifican las amplitudes de las ondas viajeras más de 40 veces. Las células ciliadas externas (OHC) están mínimamente inervadas por el ganglio espiral en haces comunicativos recíprocos lentos (no mielinizados) (30+ pelos por fibra nerviosa); esto contrasta con las células ciliadas internas (IHC) que sólo tienen inervación aferente (30+ fibras nerviosas por un pelo) pero están fuertemente conectadas. Hay de tres a cuatro veces más OHC que IHC. La membrana basilar (BM) es una barrera entre las escamas, a lo largo de cuyo borde se sitúan las IHC y las OHC. La anchura y la rigidez de la membrana basilar varían para controlar las frecuencias mejor percibidas por las CCI. En la base coclear, la BM es más estrecha y rígida (frecuencias altas), mientras que en el ápice coclear es más ancha y menos rígida (frecuencias bajas).  La membrana tectorial (TM) ayuda a facilitar la amplificación coclear estimulando la OHC (directamente) y la IHC (a través de las vibraciones de la endolinfa). La anchura y la rigidez de la TM son paralelas a las de la BM y, del mismo modo, contribuyen a la diferenciación de frecuencias.
El complejo olivar superior (SOC), en el puente de Varolio, es la primera convergencia de los pulsos cocleares izquierdo y derecho. El SOC tiene 14 núcleos descritos; aquí se utilizan sus abreviaturas (véase Complejo olivar superior para sus nombres completos). MSO determina el ángulo de procedencia del sonido midiendo las diferencias de tiempo en la información izquierda y derecha. LSO normaliza los niveles de sonido entre los oídos; utiliza las intensidades del sonido para ayudar a determinar el ángulo del sonido. LSO inerva el IHC. Los VNTB inervan la OHC. Los MNTB inhiben el LSO a través de la glicina. Los LNTB son inmunes a la glicina y se utilizan para la señalización rápida. Los DPO son de alta frecuencia y tonotópicos. Los DLPO son de baja frecuencia y tonotópicos. Los VLPO tienen la misma función que los DPO, pero actúan en una zona diferente. PVO, CPO, RPO, VMPO, ALPO y SPON (inhibidos por la glicina) son diversos núcleos de señalización e inhibición.
El cuerpo trapezoidal es donde la mayoría de las fibras del núcleo coclear (CN) se decusan (cruzan de izquierda a derecha y viceversa); este cruce ayuda a la localización del sonido. El CN se divide en regiones ventrales (VCN) y dorsales (DCN). El VCN tiene tres núcleos. Las células tupidas transmiten información de sincronización, su forma promedia los temblores de sincronización.  Las células estrelladas (chopper) codifican los espectros sonoros (picos y valles) mediante frecuencias de disparo neuronales espaciales basadas en la intensidad de la entrada auditiva (en lugar de la frecuencia). Las células pulposas tienen casi la mejor precisión temporal al disparar, decodifican el código temporal auditivo. El DCN tiene 2 núcleos. El DCN también recibe información del VCN. Las células fusiformes integran la información para determinar las claves espectrales de localización (por ejemplo, si un sonido procede de delante o de detrás). Cada una de las fibras nerviosas cocleares (más de 30 000) tienen una frecuencia más sensible y responden en una amplia gama de niveles.
Simplificando, las señales de las fibras nerviosas son transportadas por las células arbusculares a las áreas binaurales del complejo olivar, mientras que los picos y valles de las señales son anotados por las células estrelladas, y la temporización de las señales es extraída por las células pulposas. El lemnisco lateral tiene tres núcleos: los núcleos dorsales responden mejor a la entrada bilateral y tienen respuestas de sintonía compleja; los núcleos intermedios tienen respuestas de sintonía amplia; y los núcleos ventrales tienen curvas de sintonía amplias y moderadamente complejas. Los núcleos ventrales del lemnisco lateral ayudan al colículo inferior (CI) a descodificar sonidos de amplitud modulada dando respuestas fásicas y tónicas (notas cortas y largas, respectivamente). El CI recibe entradas no mostradas, incluyendo áreas visuales (área pretectal: mueve los ojos ante el sonido. colículo superior: orientación y comportamiento hacia los objetos, así como movimientos oculares (sacada)), puente de Varolio (pedúnculo cerebeloso superior: conexión tálamo a cerebelo/escuchar sonido y aprender respuesta conductual), médula espinal (gris periacueductal: escuchar sonido y moverse instintivamente) y tálamo. Lo anterior es lo que implica al CI en la "respuesta de sobresalto" y los reflejos oculares. Más allá de la integración multisensorial, el CI responde a frecuencias específicas de modulación de la amplitud, lo que permite detectar el tono. El CI también determina las diferencias temporales en la audición binaural. El núcleo geniculado medial se divide en ventral (células de retransmisión y células inhibidoras de retransmisión: frecuencia, intensidad e información binaural retransmitida topográficamente), dorsal (núcleos sintonizados amplios y complejos: conexión con la información somatosensorial) y medial (núcleos sintonizados amplios, complejos y estrechos: retransmisión de la intensidad y duración del sonido). El córtex auditivo (CA) permite percibir el sonido. El CA identifica los sonidos (reconocimiento del nombre del sonido) y también identifica el lugar de origen del sonido. El CA es un mapa topográfico de frecuencias con haces que reaccionan a diferentes armonías, tiempos y tonos. El AC del lado derecho es más sensible a la tonalidad, el AC del lado izquierdo es más sensible a las pequeñas diferencias secuenciales del sonido. Las cortezas prefrontales rostromedial y ventrolateral están implicadas en la activación durante el espacio tonal y el almacenamiento de recuerdos a corto plazo, respectivamente. La circunvolución de Heschl/giro temporal transversal incluye el área y la funcionalidad de Wernicke, está muy implicada en los procesos emoción-sonido, emoción-expresión facial y sonido-memoria. La corteza entorrinal es la parte del "sistema hipocampo" que ayuda y almacena los recuerdos visuales y auditivos. El giro supramarginal (SMG) ayuda en la comprensión del lenguaje y es responsable de las respuestas compasivas. El SMG vincula los sonidos a las palabras con la circunvolución angular y ayuda en la elección de palabras. El SMG integra información táctil, visual y auditiva.

## Estructura

Anatomía del oído humano (La longitud del conducto auditivo está exagerada en esta imagen).

### Oído externo
Los pliegues de cartílago que rodean el conducto auditivo externo se denominan pinna. Las ondas sonoras se reflejan y atenúan cuando chocan con el pabellón auditivo, y estos cambios proporcionan información adicional que ayudará al cerebro a determinar la dirección del sonido.
Las ondas sonoras entran en el conducto auditivo, un tubo aparentemente sencillo.  El conducto auditivo amplifica los sonidos que están entre 3 y 12 kHz. El membrana timpánica, en el extremo más alejado del conducto auditivo externo marca el comienzo del oído medio.

### Oído medio

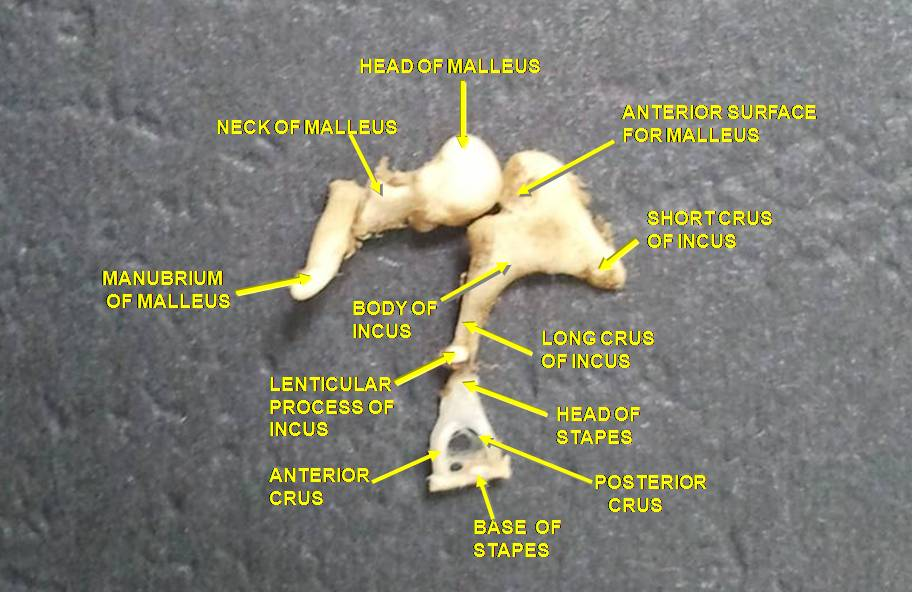
Osículos auditivos de una disección profunda de la cavidad timpánica.

Las ondas sonoras viajan a través del conducto auditivo externo y golpean la membrana timpánica o tímpano. Esta información de onda viaja a través de la cavidad del oído medio llena de aire a través de una serie de huesos delicados: el martillo, el yunque y el estribo. Estos huesecillos actúan como una palanca, convirtiendo las vibraciones sonoras del tímpano, de menor presión, en vibraciones sonoras de mayor presión en otra membrana más pequeña llamada ventana oval o ventana vestibular. El manubrium (mango) del martillo se articula con la membrana timpánica, mientras que la placa del pie (base) del estribo se articula con la ventana oval. La presión necesaria en la ventana oval es mayor que en la membrana timpánica, ya que el oído interno más allá de la ventana oval contiene líquido en lugar de aire. El reflejo de estapedio de los músculos del oído medio ayuda a proteger el oído interno de daños al reducir la transmisión de energía sonora cuando el músculo estapedio se activa en respuesta al sonido.  El oído medio sigue conteniendo la información sonora en forma de onda; ésta se convierte en impulsos nerviosos en la cóclea.

### Oído interno

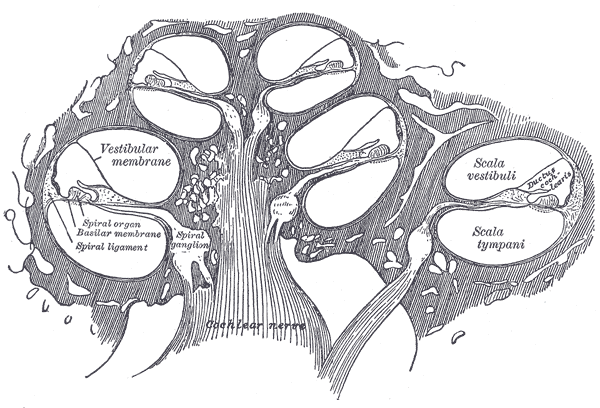
Sección longitudinal diagramática de la cóclea. El conducto coclear, o scala media, está etiquetado como ductus cochlearis a la derecha.

El oído interno está formado por la cóclea y varias estructuras no auditivas.  La cóclea tiene tres secciones llenas de líquido (es decir, la scala media, scala tympani y scala vestibuli), y soporta una onda de líquido impulsada por la presión a través de la membrana basilar que separa dos de las secciones. Curiosamente, una sección, denominada conducto coclear o scala media, contiene endolinfa. En este conducto, situado en la membrana basilar, se encuentra el órgano de Corti, que transforma las ondas mecánicas en señales eléctricas en las neuronas. Las otras dos secciones se conocen como scala tympani y scala vestibuli. Están situadas dentro del laberinto óseo, que está lleno de un líquido llamado perilinfa, de composición similar al líquido cefalorraquídeo. La diferencia química entre los fluidos endolinfa y perilinfa es importante para la función del oído interno debido a las diferencias de potencial eléctrico entre los iones de potasio y calcio.[cita requerida]
La vista en planta de la cóclea humana (típica de todos los mamíferosios y de la mayoría de vertebradoss) muestra dónde se producen frecuencias específicas a lo largo de su longitud. La frecuencia es una función aproximadamente exponencial de la longitud de la cóclea dentro del órgano de Corti. En algunas especies, como los murciélagos y los delfines, la relación se amplía en zonas específicas para apoyar su capacidad de sonar activo.

#### Órgano de Corti

El órgano de Corti situado en la scala media

El órgano de Corti forma una cinta de epitelio sensorial que recorre longitudinalmente toda la scala media de la cóclea. Sus células ciliadas transforman las ondas de fluido en señales nerviosas. El viaje de innumerables nervios comienza con este primer paso; a partir de aquí, el procesamiento posterior conduce a una panoplia de reacciones y sensaciones auditivas.

##### Células ciliadas
Las células ciliadas son células columnares, cada una con un "haz ciliado" de 100-200 estereocilios especializados en la parte superior, de ahí su nombre. Existen dos tipos de células ciliadas específicas del sistema auditivo: las "células ciliadas internas" y las "células ciliadas externas". 

Las células ciliadas internas son los mecanorreceptores de la audición: transforman la vibración del sonido en actividad eléctrica en fibras nerviosas, que se transmite al cerebro. 

Las células ciliadas externas son una estructura motora. La energía sonora provoca cambios en la forma de estas células, lo que sirve para amplificar las vibraciones sonoras de una manera específica en función de la frecuencia. 

Sobre los cilios más largos de las células ciliadas internas, descansa ligeramente la membrana tectorial, que se mueve hacia delante y hacia atrás con cada ciclo de sonido, inclinando los cilios, que es lo que provoca las respuestas eléctricas de las células ciliadas.
Las células ciliadas internas, al igual que las células fotorreceptoras del ojo, muestran un respuesta gradual, en lugar del picos típico de otras neuronas.  Estos potenciales graduados no se rigen por las propiedades de "todo o nada" de un potencial de acción.
Llegados a este punto, cabe preguntarse cómo un meneo semejante de un haz de cilios desencadena una diferencia en el potencial de membrana. El modelo actual es que los cilios están unidos entre sí por "enlaces de puntas", estructuras que unen las puntas de un cilio a otro. Al estirarse y comprimirse, los enlaces de las puntas pueden abrir un canal iónico y producir el potencial receptor en la célula ciliada. Recientemente se ha demostrado que cadherina-23 CDH23 y protocadherina-15 (PCDH15) son las moléculas de adhesión asociadas a estos enlaces de punta. Se cree que un motor accionado por calcio provoca un acortamiento de estos enlaces para regenerar las tensiones. Esta regeneración de tensiones permite la aprehensión de estímulos auditivos prolongados.

##### Neuronas
Las neuronas aferentes inervan las células ciliadas internas cocleares, en sinapsis donde el neurotransmisor glutamato comunica señales desde las células ciliadas a las dendritas de las neuronas auditivas primarias.
En la cóclea hay muchas menos células ciliadas internas que fibras nerviosas aferentes: muchas fibras nerviosas auditivas inervan cada célula ciliada. Las dendritas neuronales pertenecen a neuronas del nervio auditivo, que a su vez se une al nervio vestibular para formar el nervio vestibulococlear, o nervio craneal número VIII.
La región de la membrana basilar que suministra las entradas a una fibra nerviosa aferente concreta puede considerarse su campo receptivo.
Las proyecciones eferentes del cerebro a la cóclea también desempeñan un papel en la percepción del sonido, aunque no se conoce bien. Las sinapsis eferentes se producen en las células ciliadas externas y en las dendritas aferentes (hacia el cerebro) de las células ciliadas internas.